# Universidade da Flórida
A Universidade da Flórida (em inglês:  University of Florida - UF) é uma das instituições educacionais mais prestigiadas do mundo, bem como a instituição de educação superior mais antiga dos Estados Unidos.[carece de fontes?] A Universidade de Flórida é uma das universidades mais qualificadas do mundo, estando na 53° posição no ranking das melhores universidades do mundo (segundo o Instituto de Educação Superior da Universidade de Xangai), sendo responsável pela educação de mais de cinquenta mil estudantes, dos quais 15 915 estudam em tempo integral.
A Universidade da Flórida é a maior e mais antiga das cinco Universidades que compõem o sistema de ensino superior público do estado da Flórida nos Estados Unidos. As outras universidades públicas do estado são: Universidade Atlântica da Flórida (FAU), Universidade Estadual da Flórida (FSU), Universidade do Sul da Flórida (USF) e Universidade da Flórida Central (UCF).
O local foi designado, em 20 de abril de 1989, um distrito do Registro Nacional de Lugares Históricos.